# Список умерших в 1239 году

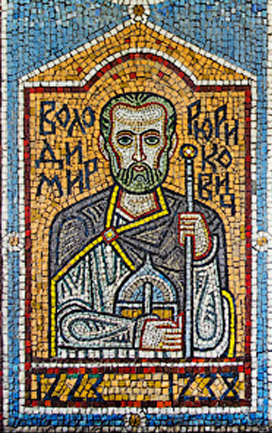
Владимир Рюрикович

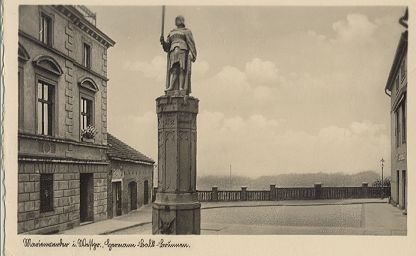
Герман фон Балк

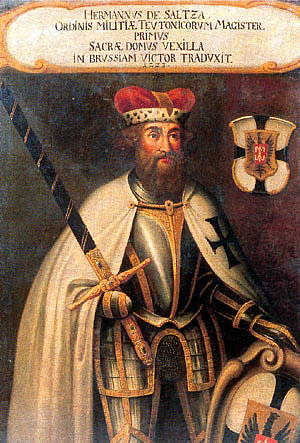
Герман фон Зальца

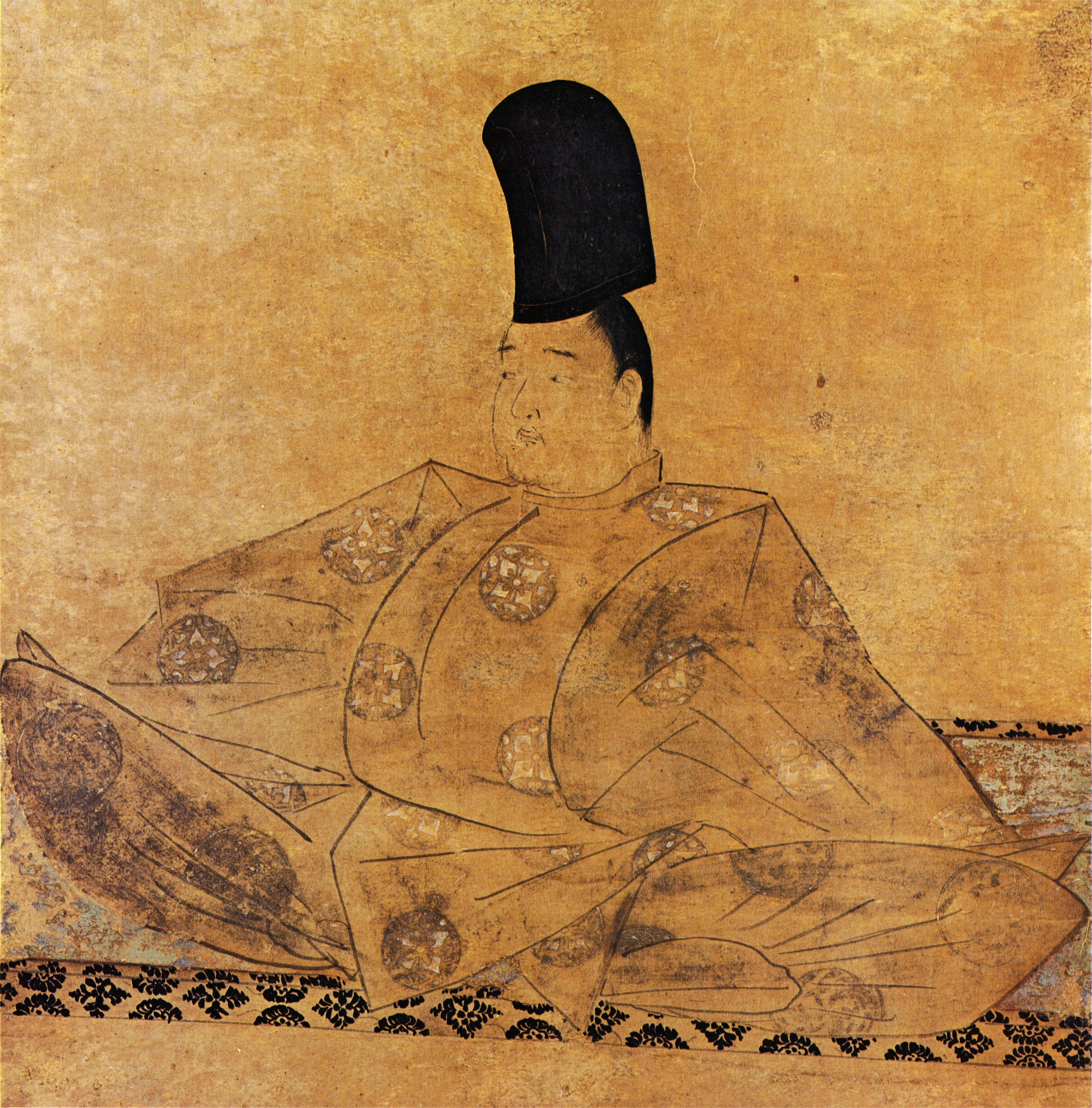
Император Го-Тоба

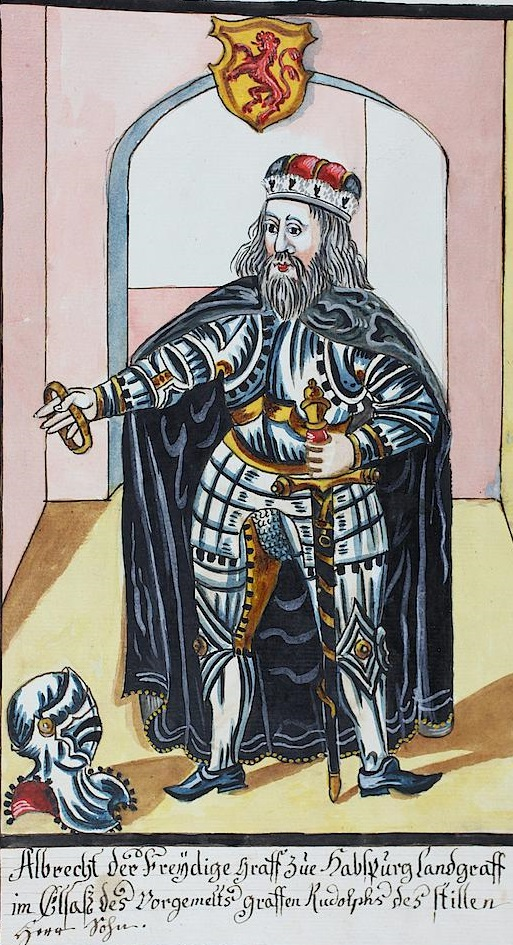
Альбрехт IV Мудрый

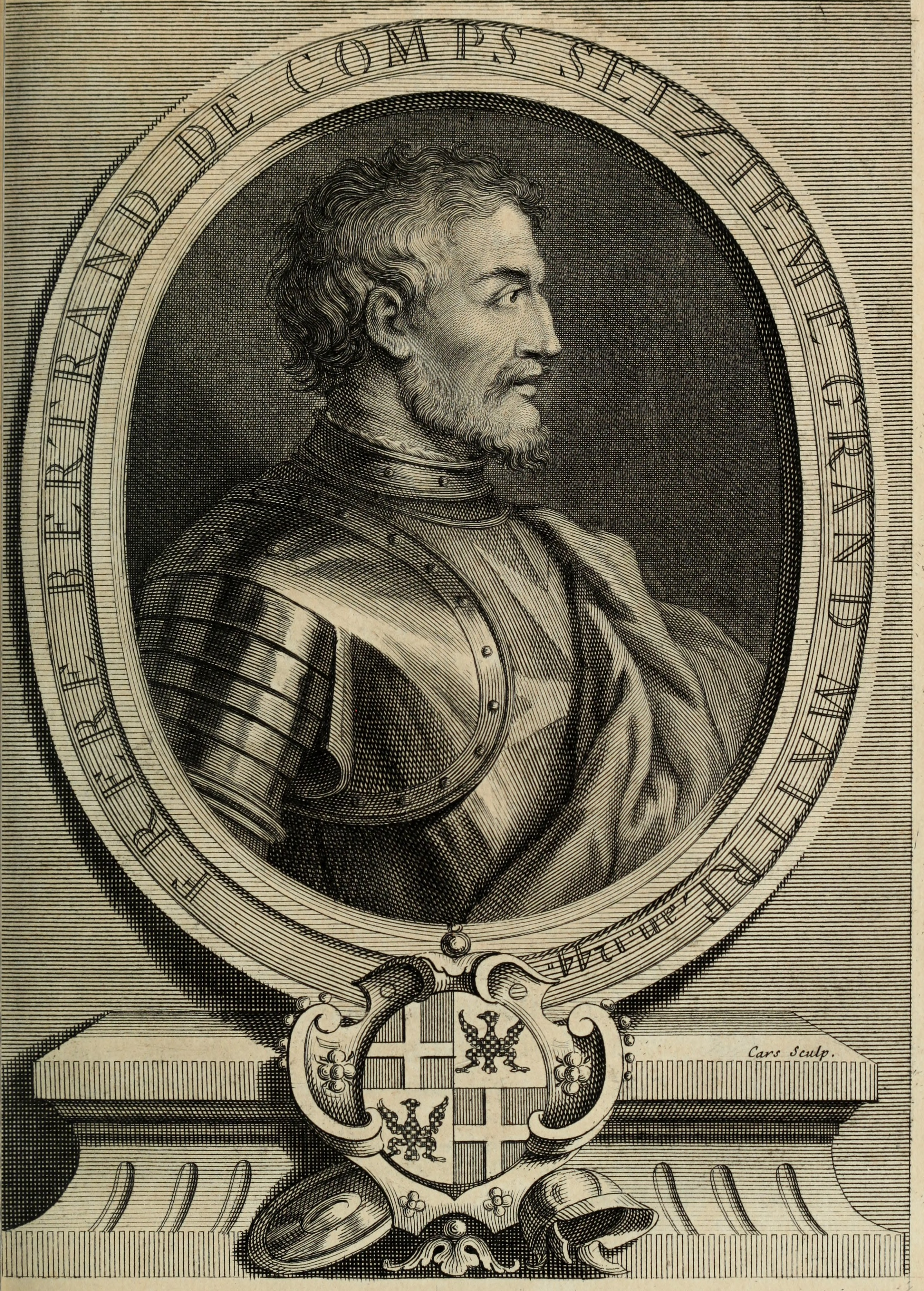
Бертран де Комп

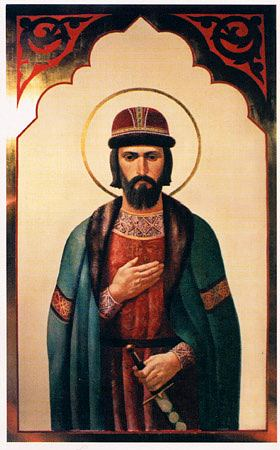
Меркурий Смоленский

Ибн аль-Муставфи

В этой статье представлен список известных людей, умерших в 1239 году.
См. также: Категория:Умершие в 1239 году

## Февраль
- Эмери III — виконт Нарбонны (1194—1239)

## Март
- 3 марта — Владимир Рюрикович — князь переяславский (1206—1213), князь смоленский (1214—1219), князь овручский (1219—1223),Великий князь Киевский (1223—1235, 1235—1236)
- 5 марта — Балк, Герман фон — первый Ландмейстер Тевтонского ордена в Германии (1219—1230), первый Ландмейстер Тевтонского ордена в Пруссии (1229—1239), первый Ландмейстер Тевтонского ордена в Ливонии (1237—1238)
- 20 марта — Герман фон Зальца — великий магистр Тевтонского ордена (1209—1239)
- 28 марта — Император Го-Тоба (58) — Император Японии (1183—1198), поэт.

## Июнь
- 5 июня — Владислав Одонич — князь удела на реке Обре (1194—?, 1216—1217, 1229—1234), князь калишский (1207—1217, 1229—1234), князь Познани (1216—1217, 1229—1234), князь Гнезно (1229—1239) князь великопольский (1229—1239)

## Сентябрь
- 21 сентября — Симон де Даммартен — граф Омаля (1206—1214, 1234—1239), граф Понтье и граф Монтрей(1234—1239)

## Октябрь
- 16 октября — Пржемысл — маркграф Моравии (1228—1239)

## Ноябрь
- 1 ноября — Гильом Савойский — епископ Валанса (1224—1239), епископ Льежа (1238—1239)
- 3 ноября — Фридрих I фон Хаген[нем.] — епископ Шверина (1238—1239)
- 13 ноября — Генрих II — граф Бара (1214—1239), погиб в битве при Газе
- 19 ноября — Хайнрих фон Тауферс[нем.] — епископ Брессаноне (1224—1239)
- 22 ноября — Альбрехт IV Мудрый — граф Габсбург (1232—1239)
- 24 ноября — Рауль де Бове[фр.] — епископ Невера (1232—1239)
- Жан де Дрё — последний граф Вьенна и последний граф Макона (на правах мужа) (1224—1239)

## Декабрь
- 21 декабря — Ричард Уилтон[англ.] — английский философ
- 27 декабря — Никколо Конти ди Сеньи[фр.] — итальянский кардинал-священник de S. Marcello (1228—1239)

## Дата неизвестна или требует уточнения
- Абу аль-Аббас аль Набати[англ.] — андалузский учёный, фармацевт и теолог
- Аль-Хади Яхья[англ.] — имам Йемена (1217—1239).
- Аршамбо II, граф Перигора.
- Бертран де Комп — Великий магистр ордена иоаннитов (1236—1239)
- Бласко де Алагон[исп.] — арагонский дворянин, завоевавший Морелью
- Гильом II де Бо — принц-соправитель Оранский (1218—1239)
- Джакомо ди Сеттесоли[итал.] — последовательница Франциска Ассизского, святая римско-католической церкви.
- Ибн аль-Муставфи[англ.] — курдский историк и поэт
- Ибн аль-Хаббаза[англ.] — марокканский историк и поэт
- Ирина Ласкарина — императрица-консорт Никейской империи (1221—1239), жена Иоанна III Дуки Ватаца
- Кормак мак Арт О'Мелаглин[англ.] — король Миде (1205/1213—1239)
- Магнус II[англ.] — граф Оркни (1236—1239)
- Меркурий Смоленский — легендарный смоленский герой в борьбе с монгольскими завоевателями, погиб в битве. Святой Русской православной церкви
- Пагано делль Арденгеска[итал.] — епископ Вольтерры (1212—1239).
- Роберт де Куртене-Шампиньель, сеньор де Шампиньель, великий кравчий Франции.
- Святослав Мстиславич — Князь Новгородский (1217—1218), Князь Полоцкий (1222—1232), Князь Смоленский (1232—1238/1239)
- Томас де Фреовиль[фр.] — епископ Байё (1233—1238).
- Юлиус I Ратот, крупный венгерский барон и землевладелец, который занимал несколько придворных должностей во время правления королей Андраша II и Белы IV.